# Aurelia (Iowa)
Aurelia es una ciudad situada en el condado de Cherokee, en el estado de Iowa, Estados Unidos. Según el censo de 2000 tenía una población de 1.062 habitantes.

## Geografía
Según la Oficina del Censo de los Estados Unidos, la localidad tiene un área total de 2,71 km², la totalidad de los cuales corresponden a tierra firme.

## Demografía
Según el censo de 2000, había 1.062 personas, 424 hogares y 295 familias residiendo en la localidad. La densidad de población era de 391,97 hab./km². Había 469 viviendas con una densidad media de 172,5 viviendas/km². El 98,87% de los habitantes eran blancos, el 0,09% afroamericanos, el 0,19% asiáticos, el 0,75% de otras razas, y el 0,09% pertenecía a dos o más razas. El 0,85% de la población eran hispanos o latinos de cualquier raza.
Según el censo, de los 424 hogares, en el 30,0% había menores de 18 años, el 62,0% pertenecía a parejas casadas, el 6,6% tenía a una mujer como cabeza de familia, y el 30,2% no eran familias. El 27,1% de los hogares estaba compuesto por un único individuo, y el 15,3% pertenecía a alguien mayor de 65 años viviendo solo. El tamaño promedio de los hogares era de 2,36 personas, y el de las familias de 2,88.
La población estaba distribuida en un 23,6% de habitantes menores de 18 años, un 5,9% entre 18 y 24 años, un 23,1% de 25 a 44, un 18,8% de 45 a 64, y un 28,5% de 65 años o mayores. La media de edad era 43 años. Por cada 100 mujeres había 91,4 hombres. Por cada 100 mujeres de 18 años o más, había 82,7 hombres.
Los ingresos medios por hogar en la localidad eran de 37.250 dólares ($), y los ingresos medios por familia eran 44.135 $. Los hombres tenían unos ingresos medios de 30.259 $ frente a los 19.333 $ para las mujeres. La renta per cápita para la ciudad era de 17.417 $. El 5,7% de la población y el 3,0% de las familias estaban por debajo del umbral de pobreza. El 6,7% de los menores de 18 años y el 4,1% de los habitantes de 65 años o más vivían por debajo del umbral de pobreza.